# 스피노포로사우루스

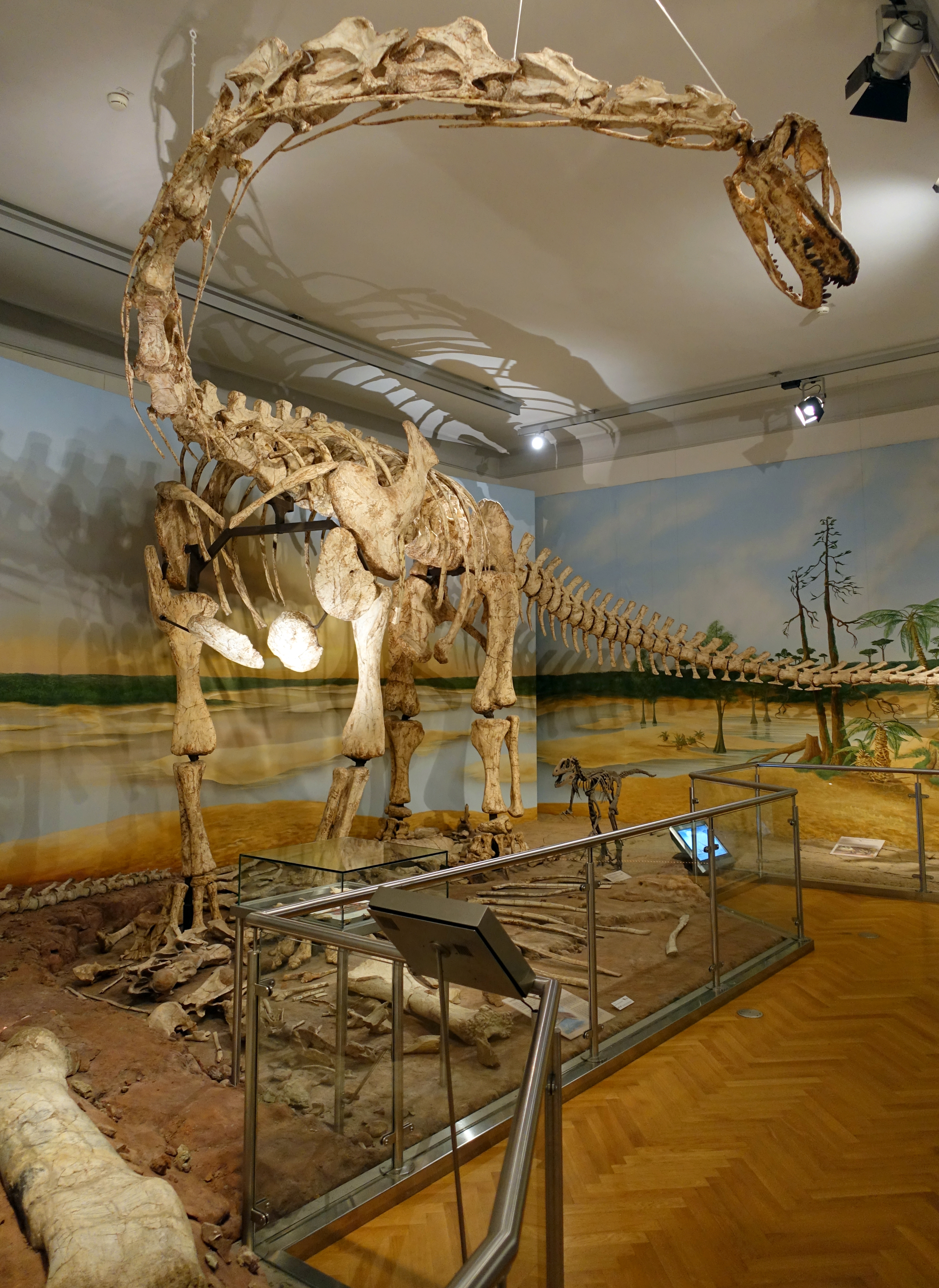

스피노포로사우루스(Spinophorosaurus)는 쥐라기 중기에 아프리카에서 생존했던 용각류의 공룡이다. 디플로도쿠스과에 속하는 공룡이며 학명의 이름은 가시 방향 도마뱀이라는 의미를 가지고 있다. 2009년에 발굴된 공룡이며 몸길이는 12M에 몸의 높이는 3.5M이고 무게는 5TON이 나가는 공룡이다.

## 스피노포로사우루스의 특징
스피노포로사우루스는 가시 방향 도마뱀이라는 이름에 걸맞게 등에 다른 용각류와는 달리 특이하게 가시가 달린 공룡이다. 비록 식성은 다르지만 기간트스피노사우루스와 스피노사우루스처럼 가시가 달린 특이한 공룡으로 생각하면 쉽다. 스피노포로사우루스도 초식공룡이며 나뭇가지에 있는 열매나 과일등을 즐겨먹었으며 무리생활을 하였다. 또한 용각류로서 크기는 물론이거니와 이름에 걸맞게 꼬리의 부분에 뾰족한 가시도 달려있어 당대에 포식자인 육식공룡이였던 알로사우루스나 메갈로사우루스도 쉽게 사냥을 못했던 무시무시한 공룡으로 이러한 꼬리의 가시와 커다란 크기는 자신을 보호할 수 있었던 좋은 무기가 되었다.

## 스피노포로사우루스의 발견에 대한 의의
스피노포로사우루스의 발견은 상당히 의미가 큰 공룡이며 그동안 쥐라기의 지층에서 용각류의 공룡들이 정태의 모습으로 보존된 공룡은 많이 없었지만 스피노포로사우루스의 화석은 신체의 일부분만 손실됐을뿐 나머지의 화석은 온전히 보존되어 발견된 상황이기에 그러한 의미가 크며 또한 앞으로 공룡의 연구와 발견에 있어 좋은 자료가 되는 공룡이다. 꼬리의 가시마저 정상적으로 보존된만큼 공룡의 골격을 쉽게 맞추었으며 앞으로도 더 남아있을 수 있는 다른 신종공룡의 화석발굴에도 좋은 연구자료가 될것이다. 니제르의 쥐라기 지층에서 발견됐으며 앞으로 발견함에 있어서 큰 의미와 꼬리에 달린 가시등으로 특이한 공룡으로 남을것이다.